# 日本最美麗的村莊聯盟
日本最美麗的村莊聯盟，簡稱美麗村莊聯盟是一個由日本的地方政府及地區所組成的聯盟；以共同的識別標識和活動，來活化社區發展，並藉由環境和景觀的保護來促進各地的觀光發展。目前聯盟辦事處（事務所）設於東京都千代田區鍛冶町。
與法国最美丽的村庄不同的是，聯盟對於加盟的地方政府和地區，會定期審查各地區是否持續符合加盟資格，如果不合資格之加盟地區將會被除名。
目前也是世界最美麗村莊的成員。

## 歷史
聯盟是由北海道美瑛町於2005年10月4日發起成立，最初共有北海道美瑛町、北海道赤井川村、山形縣大藏村、岐阜縣白川村、長野縣大鹿村、德島縣上勝町、熊本縣南小國町共七個地方政府參考「法国最美丽的村庄」共同成立。
2006年，聯盟申請成為特定非營利組織法人，並有長野縣木曾町的開田高原地區和宮崎縣高原町加入。而後在2006年新增2地區、2007年新增2地區、2008年新增7地區、2009年新增15地區、2010年新增6地區、2011年新增5地區、2012年新增5地區、2013年新增5地區、2014年新增2地區（退出1地區）、2015年新增6地區、2016年新增4地區、2017年退出1地區、2019年新增2地區（退出1地區）、2020年退出1地區。至目前為止，全日本共有63個町村或地區屬於此聯盟。

## 聯盟成員
| - 北海道 - 美瑛町 - 赤井川村 - 標津町 - 鶴居村 - 京極町 - 黑松內町 - 江差町 - 清里町 - 中札內村 - 青森縣 - 田子町 - 西目屋村 - 佐井村 - 秋田縣 - 小坂町 - 東成瀨村 - 山形縣 - 大藏村 - 飯豐町 - 福島縣 - 飯館村 - 三島町 - 大玉村 - 昭和村 - 栃木縣 - 那珂川町小砂 | - 群馬縣 - 昭和村 - 中之條町伊参 - 中之條町六合 - 山梨縣 - 早川町 - 長野縣 - 中川村 - 大鹿村 - 木曾町 - 南木曾町 - 小川村 - 高山村 - 原村 - 伊那市高遠町 - 靜岡縣 - 松崎町 - 川根本町 - 岐阜縣 - 下呂市馬瀨 - 東白川村 - 京都府 - 伊根町 - 和束町 - 奈良縣 - 曾爾村 - 吉野町 - 兵庫縣 - 香美町小代 | - 鳥取縣 - 智頭町 - 岡山縣 - 新村 - 島根縣 - 海士町 - 山口縣 - 阿武町 - 德島縣 - 上勝町 - 香川縣 - 滿濃町琴南、仲南、長炭 - 愛媛縣 - 上島町 - 高知縣 - 本山町 - 福岡縣 - 八女市星野村 - 東峰村 - 大分縣 - 由布市湯布院町塚原 - 長崎縣 - 小值賀町 - 熊本縣 - 南小國町 - 高森町 - 宮崎縣 - 椎葉村 - 鹿兒島縣 - 喜界町 - 沖繩縣 - 多良間村 |

### 已退出的成員
- 白川村（岐阜縣）：於2014年退出。
- 道志村（山梨縣）：於2015年退出。
- 池田町（長野縣）：於2017年退出。
- 綾町（宮崎縣）：於2019年退出。
- 瀧川市江部乙（北海道）：於2020年退出。
- 弘前市岩木（青森縣）：於2020年退出。
- 球磨村（熊本縣）：於2021年退出。
- 高原町（宮崎縣）：於2021年退出。
- 北鹽原村（福島縣）：於2023年退出。
- 十津川村（福島縣）：退出時期不明。
- 馬路村（高知縣）：退出時期不明。

## 加盟條件
- 地區人口在1萬人以下。[1][3]
- 地區擁有以下條件之其中兩項：
  1. 景觀：
  2. 環境：豐富的自然環境。
  3. 文化：傳統慶典、民俗文化及建築。
- 聯盟評估：
  1. 地區發展需配合景觀環境。
  2. 居民對地區活動的參予狀況。
  3. 嚴守地區特有的工藝品或生活環境。

## 外部連結
- （日語） 日本最美麗的村莊聯盟 （页面存档备份，存于）